# Pavlína Kratochvílová
Pavlína Kratochvílová (rozená Baburková, * 30. března 1973 Nový Bor) je česká místní politička za ODS a bývalá modelka, která získala titul na předposledním federálním ročníku Miss Československo 1992 a stala se první vicemiss na Miss Europe 1992. V Jevanech byla v roce 2006 zvolena do zastupitelstva a mandát opakovaně obhájila. Po zářijových obecních volbách 2022 nahradila v říjnu téhož roku ve funkci starostky Jevan bývalého fotbalistu Jana Stejskala.

## Osobní a profesní život
V roce 1992 vyhrála Miss Československo. Na mezinárodní soutěži krásy Miss Europe 1992 pak získala titul první vicemiss. O rok později odletěla na Miss Universe, kde se umístila na 7. místě. Po soutěžích krásy s dráhou profesionální modelky skončila.[zdroj?]
V 90. letech dvacátého století udržovala partnerský vztah s mělnickým podnikatelem Jiřím Linhartem, z něhož má syna Jana. Poté se vdala za producenta Petra Kratochvíla, jenž měl předchozí vztah se zpěvačkou Lucií Bílou. Do manželství se narodili synové Pavel a Petr a dcery Ilona a Julie. V profesním životě založila modelingovou agenturu. Žije v Jevanech.